# Міклош Гарасті
Міклош Гарасті (угор. Haraszti Miklós; нар. 2 січня 1945, Єрусалим) — угорський дисидент демократичної опозиції під час комуністичних часів.
У 1960-х роках він вивчав філософію і літературу в Університеті Етвеша Лоранда в Будапешті, двічі був виключений і знаходився під наглядом поліції. У 1973 році за опозиційну діяльність засуджений до восьми місяців позбавлення волі. У 70-х він встановив контакти з польською опозицією.
У 1981 році він став одним з редакторів незалежного журналу Beszélő, публікував статті про долю переслідуваних за політичними мотивами, зусилля незалежних ініціатив, аналіз літературної діяльності дисидентів у комуністичній системі. У 1988 році він заснував Мережу безкоштовних ініціатив. У 1989 році — активіст Альянсу вільних демократів, був його прес-секретарем (1989—1991) і членом парламенту від нього (1990—1994). У 2004—2010 роках він працював представником Організації з безпеки і співробітництва в Європі з питань свободи засобів масової інформації.